# 14 janvier 1940
Le dimanche 14 janvier 1940 est le 14e jour de l'année 1940.

## Naissances
- Georgie Dann, chanteur français
- John Castle, acteur britannique
- Julian Bond (mort le 15 août 2015), militant pour les droits civiques américain
- Philippe Fourastié (mort le 6 septembre 1982), réalisateur et scénariste français
- Roland Metzinger, personnalité politique française
- Siegmund Nimsgern, artiste lyrique
- Trevor Nunn, metteur en scène, scénariste, cinéaste et producteur britannique
- Vasilka Stoeva, athlète bulgare spécialiste du lancer de disque

## Décès
- Felician Myrbach (né le 19 février 1853), peintre, illustrateur de livres et graphiste autrichien
- Harry Weber (né le 1er janvier 1875), chanteur français
- Heinrich August Meissner (né le 3 janvier 1862), ingénieur allemand
- Honoré Leygue (né le 9 juillet 1856), personnalité politique française
- Howard Spencer (né le 23 août 1875), footballeur anglais

## Événements
- Les troupes finlandaises pénètrent sur le territoire russe.